# Чекунков Олексій Олегович
Чекунков Олексій Олегович (нар. 3 жовтня 1980, Мінськ, Білоруська РСР, СРСР) — російський державний діяч. Міністр Російської Федерації з розвитку Далекого Сходу та Арктики з 10 листопада 2020 року.
Генеральний директор Фонду розвитку Далекого Сходу та Арктики з 25 вересня 2014 року.
Через вторгнення Росії в Україну знаходиться під міжнародними санкціями країн Євросоюзу, України та Швейцарії.